# Imrou'l Qays
Œuvres principales
- Mu'allaqa

Imrou'l Qays, de son nom complet Imrou'l Qays Ibn Hujr Ibn al-Hârith al-Kindî (arabe : امرؤ القيس بن حجر بن الحارث الكندي) est un poète arabe préislamique de la tribu de Kinda, surnommé « le Roi Errant » (en arabe : الملك الضلّيل) ou encore Dhû l-Qurûh, « l'Homme aux ulcères » (en arabe : ذو القروح). Il est probablement né dans le Nejd au début du VIe siècle, et mort aux environs de 550 près d'Ancyre.
Considéré comme le plus grand poète préislamique, classé au premier rang des Classes de Jumahî et figurant à la première place de l'anthologie d'Ibn Qutayba, Imrou'l Qays est resté célèbre tant pour les épisodes marquants de sa vie, fortement teintée de légende, que pour sa Mu'allaqa, systématiquement placée au premier rang des "Sept" malgré sa structure fortement éloignée de la conception classique de la qasida. La critique lui consacre ainsi une place privilégiée dans la poésie arabe, lui attribuant notamment la paternité de nombreux thèmes poétiques. Sa langue est tenue pour exemplaire et sa poésie est citée dans tous les ouvrages critiques et rhétoriques de l'époque classique.

## Biographie
Les informations collectées sur Imrou'l Qays à partir du VIIIe siècle par les transmetteurs de Kufa se contredisent, et leur fiabilité a été mise en doute dès l'époque. Les détails de sa biographie sont donc incertains et, comme pour la plupart des poètes préislamiques, l'histoire de sa vie est inextricablement liée à la légende.

### Origine et jeunesse
Le lieu de sa naissance est incertain, mais la plupart des critiques penchent pour le Najd, qu'il décrit abondamment dans sa poésie. Sa date de naissance est estimée aux environs de l'année 500.
Imrou'l Qays est un des fils de Hujr, dernier roi du royaume de Kinda, vassal du royaume de Himyar. Au début du VIe siècle, les Kinda sont à la tête de la confédération des tribus de Maad et contrôlent le centre et le nord de la péninsule arabique pour le compte du royaume de Himyar. Le premier quart du VIe siècle est marqué par la guerre entre les royaumes de Kinda et d'al-Hira. Dans les années 520, Al-Hârith Ibn Amr, le grand-père d'Imrou'l Qays, occupe al-Hira. La ville est reprise par le roi lakhmide al-Mundhir III en 528. La même année, al-Hârith est assassiné ; le pouvoir sur Kinda est alors partagé entre ses trois fils, dont Hujr, le père d'Imrou'l Qays. Dès le début des années 530, le pouvoir des Kinda est donc anéanti, et la tribu éclate et se disperse dans la péninsule.
Imrou'l Qays aurait donc grandi auprès de son père Hujr. Son oncle, le poète légendaire de Taghlib, Muhalhil Ibn Rabîʿa, ayant vu en lui les signes d'un grand poète à venir, l'aurait initié à la poésie. Imrou'l Qays compose des poèmes dès son plus jeune âge, chantant ses idylles adolescentes, ses errances et son amour du vin. Parmi les femmes dont il est épris, il fait souvent allusion à Fatima Bint ʿUbaïd, à laquelle sa mu'allaqa est en grande partie consacrée. La légende rapporte que les frasques du poète et sa passion pour la poésie, surtout la poésie érotique, lui attirèrent les foudres de son père et lui valurent d'être chassé de la demeure paternelle.

### Le roi errant

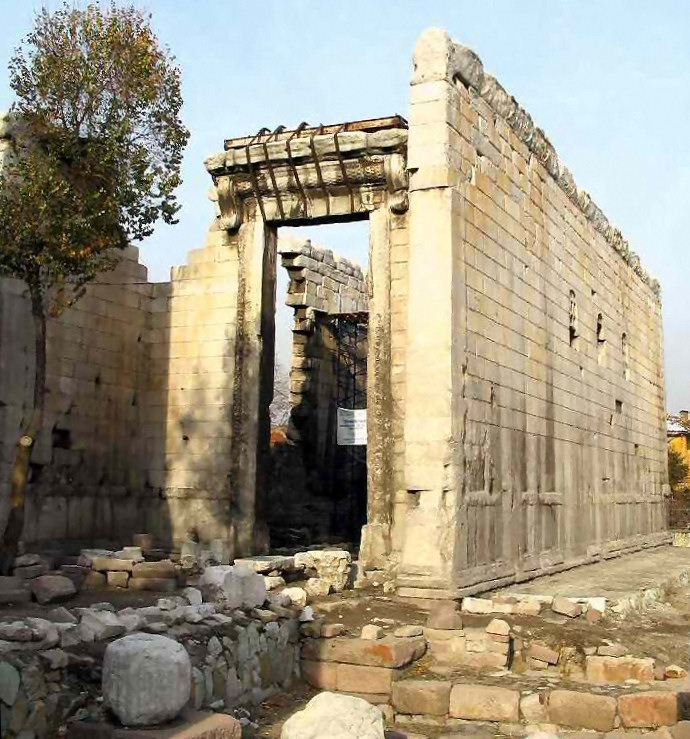
Ruines du temple d'Auguste à Ancyre (actuelle Ankara, Turquie).

Imrou'l Qays erra donc parmi les tribus en continuant de s'adonner aux femmes et à la boisson, accompagné d'une clique composée de marginaux originaires de Bakr, de Kalb et de Tayyi'. Il aurait appris le meurtre de son père Hujr par la tribu des Asad, à la fin d'une beuverie mémorable. Il jura alors de se venger. Aidé par les tribus de Bakr et Taghlib, il réussit à infliger de cuisantes défaites aux Banu Asad. Mais quand ses alliés considérèrent qu'il était suffisamment vengé, ils l'abandonnèrent.
C'est alors que commence la période d'errance qui valut à Imrou'l Qays son surnom de "Roi errant". Il voyagea de tribu en tribu à la recherche d’alliés d’abord, puis à la recherche d’un protecteur contre le roi d'al-Hira qui avait envoyé des troupes après lui. C’est ainsi qu’il arriva chez Samaw'al, prince de Tayma, qui lui donna refuge dans son château d'al-Ablaq. La légende raconte qu'il se rendit ensuite à Constantinople, où il fut introduit auprès de Justinien. L'empereur l’aurait bien accueilli et lui aurait offert une armée pour l'aider à récupérer son trône et venger la mort de son père. Il était sur le chemin du retour, lorsque Justinien apprit qu'il avait séduit sa fille. Imrou'l Qays était déjà près d’Ancyre, quand un émissaire de l'empereur byzantin le rattrapa pour lui remettre un cadeau : une tunique, qui était en fait empoisonnée. Dès qu'il la vêtit, son corps se couvrit d’ulcères et entraîna sa mort. Il tire de cette légende son surnom de Dhû l-Qurûh, "l'Homme aux ulcères", surnom par lequel il était connu dès la fin du VIe siècle.
Il existe plusieurs versions, plus ou moins romancées, de la vie d'Imrou'l Qays. Les quatre épisodes récurrents sont : l'expulsion de la demeure paternelle, la vengeance contre les Banu Asad, la rencontre avec Samaw'al et le voyage à Constantinople. L'empereur Justinien n'avait pas de fille, ce qui porte un coup sévère à l'authenticité de la dernière aventure d'Imrou'l Qays, cependant la réalité de son voyage à Constantinople fait encore débat parmi les critiques et les historiens,.

## Sa poésie
Comme de nombreux poètes bédouins de la Jâhiliyya, Imrou'l Qays aurait eu un djinn inspirateur, appelé Lâfiz Ibn Lâhiz, "Articulant fils d'Observant" (en arabe : لافظ بن لاحظ), qu'il rencontrait dans une vallée reculée du désert du Najd appelée Wâdî ʿAbqar.
Deux traditions sont souvent citées pour expliquer la place prééminente d'Imrou'l Qays dans la poésie arabe. La première, attribuée à Mahomet, dans des termes qui varient selon les auteurs, porte un jugement de valeur sur Imrou'l Qays et fait de lui le "chef de file et le porte-drapeau des poètes"; l’autre, attribuée à ʿAlî, vante son habileté artistique et affirme que sa supériorité tient précisément au désintéressement de sa production poétique.
Son diwân fut collecté et transmis à partir du VIIIe siècle par les transmetteurs de Basra et Kufa : al-Asmaʿî (28 pièces), al-Sukkarî (68 pièces), al-Mufaddal al-Dabbî, dont la recension est approuvée par son disciple Ibn al-Aʿrâbî, ou encore Abû ʿAmr al-Shaybânî, autre disciple de Mufaddal.
Parmi les poèmes attribués à Imrou'l Qays, c’est la mu'allaqa qui a suscité le plus d’intérêt chez les littérateurs de l'époque classique.

### La mu'allaqa
Sa qasida est la première des Mu'allaqât. En voici les premiers vers, traduits par Heidi Toelle :
قفا نبك من ذِكرى حبيب ومنزل *** بسِقطِ اللِّوى بينَ الدَّخول فحَوْملِ

qifâ nabki min dhikrâ ḥabîbin wa manzili *** bisaqṭi al-liwâ bayna ad-dakhûli fa-ḥawmali

Arrêtez vos montures, vous deux, et pleurons au souvenir d'un campement Aux confins en courbe des sables entre Dakhûl et Hawmal,

فتوضح فالمقراة لم يَعفُ رسمهاَ *** لما نسجتْها من جَنُوب وشمالِ

fa-tuwdiḥa fa-al-miqrât lam ya'afu rasmu-hâ *** limâ nasajat-hâ min janûbin wa sham-ali

Tûdih et l-Miqrât. Ses traces ne se sont pas effacées encore Grâce au tissage du vent du sud et du vent du nord

تَرَى بَعَرَ الأرآم في عَرَصاتِها *** وَقِيعَانِها كأنّه حَبُّ فُلفُلِ

tarâ ba'ara al-arâmi fî 'araṣâti-hâ *** wa qî'anuhâ ka-annahu ḥabbu fulfuli

Sur ses aires et sur ses terrains plats, tu vois, Tels grains de poivre noirs, les crottes des gazelles blanches.

كأنّي غَذاةَ البَينِ يَومَ تحملّوا *** لَدَى سَمُراتِ الحَيّ ناقِفُ حَنظَلِ

ka-annî ghadhâta al-bayni yawma taḥammalû *** ladâ samurâti al-hayyi nâqifu ḥandhali

Et ce fut, comme si au matin de la séparation, le jour où ils levèrent le camp, Près des acacias du clan où la coloquinte égrenait,

وُقوفاً بها صَحْبي عَليَّ مَطِيَّهُمْ *** يقُولون لا تهلكْ أسى ً وتجمّل

wuqûfan bihâ ṣaḥbî 'aliyya maṭiyyahum *** yaqûlûn lâ tahlik asân wa tajammali

Mes compagnons arrêtaient sur moi leurs montures : "Ne te laisse pas mourir ! Fais bonne figure !"

وإنَّ شفائي عبرة ٌ مهراقة *** فهلْ عند رَسمٍ دارِسٍ من مُعوَّلِ

wa inna chifâ-î 'abratun muhrâqatun *** fa-hal 'inda rasmin dârisin min mu'awwali

Alors qu'une larme versée m'aurait, seule, consolé ! - Mais face à des traces qui s'effacent une larme peut-elle aider ?